# Conseil (Iliade)
Pour les articles homonymes, voir Conseil.
Dans l’Iliade, le Conseil est le nom donné à la réunion des chefs principaux achéens (rois compris) uniquement ; on y délibère sur la conduite à tenir. Lorsqu'Ajax dispute à Ulysse les armes d'Achille, c'est le Conseil qui décide d'en accorder la propriété à Ulysse. 
Le tour de parole est désigné par un sceptre : c'est un bout de bois décoré de clous en or, passé de chef en chef par le héraut pour qu'il s'exprime au nom de son peuple. Celui de l'Iliade est fabriqué par Héphaïstos, offert à Zeus, qui l'offre à Hermès, qui en fait cadeau à Atrée, qui le donne à son frère Thyeste avant de mourir, et il est enfin donné à Agamemnon, qui l'emporte avec lui à Troie. Le sceptre lors des rassemblements, selon Louis Gernet, est non seulement une marque de force religieuse, mais également un siège de force religieuse . Dans l’Iliade, le Conseil a lieu quatre fois :
- Une première fois au chant I, convoqué par Agamemnon, lorsqu'il faut décider d'une solution pour arrêter la peste qui ravage le camp des Grecs depuis dix jours. Il est alors décidé de sacrifier à Apollon après l'offense fait à son prêtre Chrysès.
- Une deuxième fois au chant II, convoqué par Agamemnon, pour faire part aux troupes du rêve qu'il a fait.
- Une troisième fois au tout début du chant X, convoqué par Agamemnon, avant la Dolonie, partie du chant où Ulysse et Diomède surprennent Dolon, espion au service des Troyens.
- Une quatrième fois au tout début du chant XIV, convoqué par Nestor, au sujet des décisions d'Agamemnon de quitter Troie.
- Une cinquième fois au chant XIX, convoqué par Achille, qui reprend le combat.